# Polynema magniceps
Polynema magniceps är en stekelart som beskrevs av William Harris Ashmead 1900. Polynema magniceps ingår i släktet Polynema och familjen dvärgsteklar. Inga underarter finns listade i Catalogue of Life.